# Ducado de San Pedro de Galatino

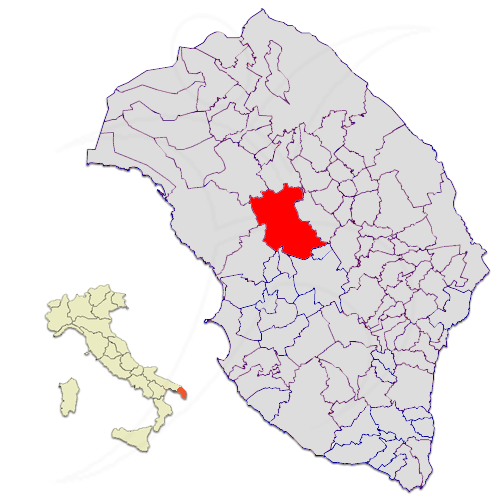
Situación de Galatina, en el extremo sur de la península italiana.

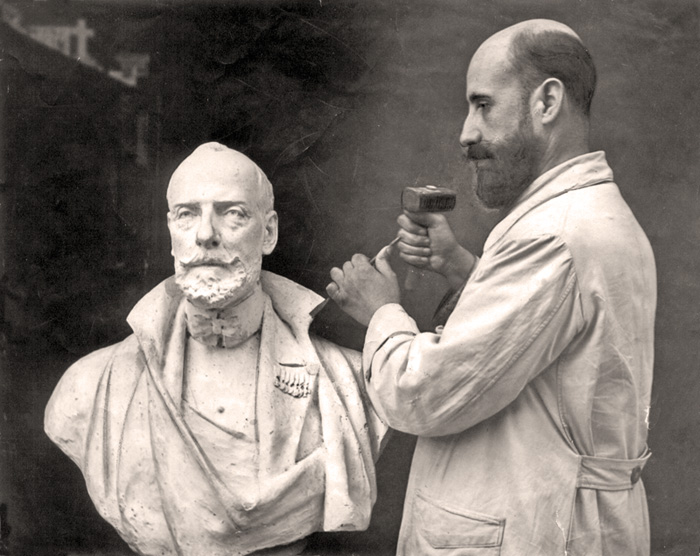
Busto de Julio Quesada Cañaveral y Piédrola, VIII duque de San Pedro de Galatino, por el escultor José Navas-Parejo.

El ducado de San Pedro de Galatino (del italiano: ducato di San Pietro in Galatina) es un título nobiliario hispano-napolitano creado el 6 de abril de 1621, por el rey  Felipe IV, en el reino de Nápoles, a favor de Juan Bautista Spínola. Se le concedió la Grandeza de España el 20 de octubre de 1679.
Su denominación hace referencia a la localidad de Galatina, provincia de Lecce, región de Puglia, en el extremo sur de la península italiana.
Este título fue rehabilitado, como título del reino de España, en 1905, por Julio Quesada-Cañaveral y Piédrola.

## Historia
Fernando I de Nápoles concedió Galatina como ducado a Juan Castriota Scanderberg, hijo del militar albanés Jorge Castriota, llamado Skanderberg. Su nieta Irene Castriota Scanderberg, princesa de Bisiñano, fue la iii duquesa y transmitió los derechos del título a la familia Sanseverino. En 1615, tras la muerte sin descendencia de su hijo Nicolás Bernardino Sanseverino, v príncipe de Bisiñano y iv duque de San Pedro de Galatino († 1606), sus herederos cedieron el señorío de Galatina, en pago de las deudas contraídas, al banquero genovés Juan Bautista Spínola, de modo que el título quedó cancelado.
No obstante, en 1621 el rey Felipe IV volvió a conceder el título al nuevo poseedor de Galatina, y el ducado se transmitió de manera regular en su familia. En el siglo XIX, sus descendientes dejaron de pagar los impuestos de sucesión en España y el título quedó vacante, pero les siguió siendo reconocido en Italia. Esa circunstancia fue aprovechada por el conde de Benalúa, descendiente de un hermano de la esposa del iii duque, para rehabilitar el título en España.

## Duques de San Pedro de Galatino
|                                    | Titular                                               | Periodo                            |            |
| Creación por Fernando I de Nápoles | Creación por Fernando I de Nápoles                    | Creación por Fernando I de Nápoles |            |
| ---------------------------------- | ----------------------------------------------------- | ---------------------------------- | ---------- |
| i                                  | Juan Castriota Scanderberg                            | 1485-1514                          | En Nápoles |
| ii                                 | Fernando Castriota Scanderberg y Brankovich           | 1514-1561                          | En Nápoles |
| iii                                | Irene Castriota Scanderberg y Acquaviva de Aragón     | 1561-1565                          | En Nápoles |
| iv                                 | Nicolás Bernardino Sanseverino y Castriota            | 1565-1606                          | En Nápoles |
| Creación por Felipe IV             |                                                       |                                    |            |
| i                                  | Juan Bautista Spínola y Lecari                        | 1621-1629                          | En España  |
| ii                                 | Juan Felipe Spínola y Spínola                         | 1629-1660                          | En España  |
| iii                                | Francisco María Spínola y Spínola                     | 1660-1727                          | En España  |
| iv                                 | Juan Felipe Spínola y Spínola                         | 1737-1750                          | En España  |
| v                                  | Francisco María Spínola y Contreras                   | 1750-1754                          | En España  |
| vi                                 | Isabel María Spínola y Spínola                        | 1754-1810                          | En España  |
| vii                                | Carlos Gallarati Scotti y Belloni                     | 1801-1840                          | En España  |
| viii                               | Tomás Anselmo Gallarati Scotti y Guerrieri Gonzaga    | 1840-1905                          | En Italia  |
| ix                                 | Juan Carlos Gallarati Scotti y Melzi                  | 1905-1927                          | En Italia  |
| x                                  | Fulco Tomás Gallarati Scotti y Melzi                  | 1940-1966                          | En Italia  |
| xi                                 | Juan Carlos Gallarati Scotti y Cittadella Vigodarzere | 1966-2006                          | En Italia  |
| xii                                | Luis Gallarati Scotti y Cittadella Vigodarzere        | 2006-actual titular                | En Italia  |
| Rehabilitación por Alfonso XIII    |                                                       |                                    |            |
| viii                               | Julio Quesada Cañaveral y Piédrola                    | 1905-1936                          | En España  |
| ix                                 | Rodrigo de Medinilla y Cañaveral                      | 1940-1973                          | En España  |
| x                                  | Gonzalo de Medinilla y Cañaveral                      | 1973-1982                          | En España  |
| xi                                 | Teresa de Medinilla y Bernales                        | 1983-actual titular                | En España  |

## Historia de los duques de San Pedro de Galatino (desde la rehabilitación en 1905)
- Julio Quesada Cañaveral y Piédrola Osorio-Spínola (1857-1936), viii duque de San Pedro de Galatino, vi conde de Benalúa, Señor de Láchar. Importante empresario granadino, que introdujo nuevas técnicas del cultivo de la caña de azúcar, aprendidas en sus viajes a América. Reconstruyó su propiedad del Castillo de Tajarja.

1. Casó con Fernanda de Salabert y Arteaga (1859-1945), ix marquesa de Valdeolmos, Dama de la Reina Victoria Eugenia de Battenberg. Sin descendientes. Le sucedió su sobrino:

- Rodrigo de Medinilla y Cañaveral (1891-1969), ix duque de San Pedro de Galatino, vii conde de Benalúa.

1. Casó con María del Pilar Mesía y Olivares (1891-1975). Sin descendientes. Le sucedió su hermano:

- Gonzalo de Medinilla y Cañaveral (1900-1981), x duque de San Pedro de Galatino.

1. Casó con Josefa Bernales Moreno (1900-1987). Le sucedió su hija:

- Teresa Medinilla Bernales, xi duquesa de San Pedro de Galatino, viii condesa de Benalúa.

1. Casó con Juan García Martínez.

### Árbol genealógico

#### Primera creación
<div="padding: 0.5em; font-size:90%;" >
|  |  |  |  |  |  |  |  | Jorge Castriota, Skanderberg (1404-1468)                                                              |  |  |  |  |  |  |  |  |  |
|  |  |  |  |  |  |  |  | |  |  |  |  |  |  |  |  |  |
|  |  |  |  |  |  |  |  | Juan Castriota Scanderberg, i duque de San Pedro de Galatino († 1514)                                 |  |  |  |  |  |  |  |  |  |
|  |  |  |  |  |  |  |  | |  |  |  |  |  |  |  |  |  |
|  |  |  |  |  |  |  |  | Fernando Castriota Scanderberg, ii duque de San Pedro de Galatino († 1561)                            |  |  |  |  |  |  |  |  |  |
|  |  |  |  |  |  |  |  | |  |  |  |  |  |  |  |  |  |
|  |  |  |  |  |  |  |  | Irene Castriota Scanderberg, princesa de Bisiñano, iii duquesa de San Pedro de Galatino († 1565)      |  |  |  |  |  |  |  |  |  |
|  |  |  |  |  |  |  |  | |  |  |  |  |  |  |  |  |  |
|  |  |  |  |  |  |  |  | Nicolás Bernardino Sanseverino, v príncipe de Bisiñano, iv duque de San Pedro de Galatino (1541-1606) |  |  |  |  |  |  |  |  |  |
|  |  |  |  |  |  |  |  | |  |  |  |  |  |  |  |  |  |
|  |  |  |  |  |  |  |  | Francisco Teodoro Sanseverino, xi conde de Chiaromonte (1579-1595)                                    |  |  |  |  |  |  |  |  |  |

#### Segunda creación
| Leyenda                              |
| ------------------------------------ |
| Titulares Reconocidos sólo en Italia |

| | | | | Juan Bautista Spínola, i duque de San Pedro de Galatino († 1629)                                           | | | | | |                                                                                               |                                                                                               | | | | | | |                                                        |                                                        |                                                             |                                                             |                                                             |                                                             |                                                                |                                                                |                                                                |                                                                |                                                                                        |                                                                                        |                                                                                        |                                                                                        |                                                                                        |                                                                                        |                                                                    |                                                                    | | | | | | |                                                                    |                                                                    |                                                                    |                                                                    |                                                                    |                                                                    |  |  |  |  |  |  |  |  |  |  |  |  |  |  |  |  |  |  |
| | | | | | | | | | |                                                                                               |                                                                                               | | | | | | |                                                        |                                                        |                                                             |                                                             |                                                             |                                                             |                                                                |                                                                |                                                                |                                                                |                                                                                        |                                                                                        |                                                                                        |                                                                                        |                                                                                        |                                                                                        |                                                                    |                                                                    | | | | | | |                                                                    |                                                                    |                                                                    |                                                                    |                                                                    |                                                                    |  |  |  |  |  |  |  |  |  |  |  |  |  |  |  |  |  |  |
| | | | | Juan Felipe Spínola, príncipe de Molfetta, ii duque de San Pedro de Galatino (1610-1660)                   | Juan Felipe Spínola, príncipe de Molfetta, ii duque de San Pedro de Galatino (1610-1660)                   | Juan Felipe Spínola, príncipe de Molfetta, ii duque de San Pedro de Galatino (1610-1660)                   | Juan Felipe Spínola, príncipe de Molfetta, ii duque de San Pedro de Galatino (1610-1660)                   | Juan Felipe Spínola, príncipe de Molfetta, ii duque de San Pedro de Galatino (1610-1660)                   | Juan Felipe Spínola, príncipe de Molfetta, ii duque de San Pedro de Galatino (1610-1660)                   |                                                                                               |                                                                                               | | | | | | | Pablo Spínola, iii marqués de los Balbases (1628-1699) | Pablo Spínola, iii marqués de los Balbases (1628-1699) | Pablo Spínola, iii marqués de los Balbases (1628-1699)      | Pablo Spínola, iii marqués de los Balbases (1628-1699)      | Pablo Spínola, iii marqués de los Balbases (1628-1699)      | Pablo Spínola, iii marqués de los Balbases (1628-1699)      |                                                                |                                                                |                                                                |                                                                |                                                                                        |                                                                                        |                                                                                        |                                                                                        |                                                                                        |                                                                                        |                                                                    |                                                                    | | | | | | |                                                                    |                                                                    |                                                                    |                                                                    |                                                                    |                                                                    |  |  |  |  |  |  |  |  |  |  |  |  |  |  |  |  |  |  |
| | | | | Juan Felipe Spínola, príncipe de Molfetta, ii duque de San Pedro de Galatino (1610-1660)                   | Juan Felipe Spínola, príncipe de Molfetta, ii duque de San Pedro de Galatino (1610-1660)                   | Juan Felipe Spínola, príncipe de Molfetta, ii duque de San Pedro de Galatino (1610-1660)                   | Juan Felipe Spínola, príncipe de Molfetta, ii duque de San Pedro de Galatino (1610-1660)                   | Juan Felipe Spínola, príncipe de Molfetta, ii duque de San Pedro de Galatino (1610-1660)                   | Juan Felipe Spínola, príncipe de Molfetta, ii duque de San Pedro de Galatino (1610-1660)                   |                                                                                               |                                                                                               | | | | | | | Pablo Spínola, iii marqués de los Balbases (1628-1699) | Pablo Spínola, iii marqués de los Balbases (1628-1699) | Pablo Spínola, iii marqués de los Balbases (1628-1699)      | Pablo Spínola, iii marqués de los Balbases (1628-1699)      | Pablo Spínola, iii marqués de los Balbases (1628-1699)      | Pablo Spínola, iii marqués de los Balbases (1628-1699)      |                                                                |                                                                |                                                                |                                                                |                                                                                        |                                                                                        |                                                                                        |                                                                                        |                                                                                        |                                                                                        |                                                                    |                                                                    | | | | | | |                                                                    |                                                                    |                                                                    |                                                                    |                                                                    |                                                                    |  |  |  |  |  |  |  |  |  |  |  |  |  |  |  |  |  |  |
| | | | | | | | | | |                                                                                               |                                                                                               | | | | | | |                                                        |                                                        |                                                             |                                                             |                                                             |                                                             |                                                                |                                                                |                                                                |                                                                |                                                                                        |                                                                                        |                                                                                        |                                                                                        |                                                                                        |                                                                                        |                                                                    |                                                                    | | | | | | |                                                                    |                                                                    |                                                                    |                                                                    |                                                                    |                                                                    |  |  |  |  |  |  |  |  |  |  |  |  |  |  |  |  |  |  |
| | | | | Francisco María Spínola, iii príncipe de Molfetta, iii duque de San Pedro de Galatino (1656-1727)          | Francisco María Spínola, iii príncipe de Molfetta, iii duque de San Pedro de Galatino (1656-1727)          | Francisco María Spínola, iii príncipe de Molfetta, iii duque de San Pedro de Galatino (1656-1727)          | Francisco María Spínola, iii príncipe de Molfetta, iii duque de San Pedro de Galatino (1656-1727)          | Francisco María Spínola, iii príncipe de Molfetta, iii duque de San Pedro de Galatino (1656-1727)          | Francisco María Spínola, iii príncipe de Molfetta, iii duque de San Pedro de Galatino (1656-1727)          |                                                                                               |                                                                                               | Isabel Spínola, princesa de Molfetta, duquesa de San Pedro de Galatino († 1700)                                  | Isabel Spínola, princesa de Molfetta, duquesa de San Pedro de Galatino († 1700)                                  | Isabel Spínola, princesa de Molfetta, duquesa de San Pedro de Galatino († 1700)                                  | Isabel Spínola, princesa de Molfetta, duquesa de San Pedro de Galatino († 1700)                                  | Isabel Spínola, princesa de Molfetta, duquesa de San Pedro de Galatino († 1700)                                  | Isabel Spínola, princesa de Molfetta, duquesa de San Pedro de Galatino († 1700)                                  |                                                        |                                                        |                                                             |                                                             |                                                             |                                                             | Carlos Felipe Spínola, iv marqués de los Balbases (1665-1721)  | Carlos Felipe Spínola, iv marqués de los Balbases (1665-1721)  | Carlos Felipe Spínola, iv marqués de los Balbases (1665-1721)  | Carlos Felipe Spínola, iv marqués de los Balbases (1665-1721)  | Carlos Felipe Spínola, iv marqués de los Balbases (1665-1721)                          | Carlos Felipe Spínola, iv marqués de los Balbases (1665-1721)                          |                                                                                        |                                                                                        |                                                                                        |                                                                                        |                                                                    |                                                                    | | | | | | |                                                                    |                                                                    |                                                                    |                                                                    |                                                                    |                                                                    |  |  |  |  |  |  |  |  |  |  |  |  |  |  |  |  |  |  |
| | | | | Francisco María Spínola, iii príncipe de Molfetta, iii duque de San Pedro de Galatino (1656-1727)          | Francisco María Spínola, iii príncipe de Molfetta, iii duque de San Pedro de Galatino (1656-1727)          | Francisco María Spínola, iii príncipe de Molfetta, iii duque de San Pedro de Galatino (1656-1727)          | Francisco María Spínola, iii príncipe de Molfetta, iii duque de San Pedro de Galatino (1656-1727)          | Francisco María Spínola, iii príncipe de Molfetta, iii duque de San Pedro de Galatino (1656-1727)          | Francisco María Spínola, iii príncipe de Molfetta, iii duque de San Pedro de Galatino (1656-1727)          |                                                                                               |                                                                                               | Isabel Spínola, princesa de Molfetta, duquesa de San Pedro de Galatino († 1700)                                  | Isabel Spínola, princesa de Molfetta, duquesa de San Pedro de Galatino († 1700)                                  | Isabel Spínola, princesa de Molfetta, duquesa de San Pedro de Galatino († 1700)                                  | Isabel Spínola, princesa de Molfetta, duquesa de San Pedro de Galatino († 1700)                                  | Isabel Spínola, princesa de Molfetta, duquesa de San Pedro de Galatino († 1700)                                  | Isabel Spínola, princesa de Molfetta, duquesa de San Pedro de Galatino († 1700)                                  |                                                        |                                                        |                                                             |                                                             |                                                             |                                                             | Carlos Felipe Spínola, iv marqués de los Balbases (1665-1721)  | Carlos Felipe Spínola, iv marqués de los Balbases (1665-1721)  | Carlos Felipe Spínola, iv marqués de los Balbases (1665-1721)  | Carlos Felipe Spínola, iv marqués de los Balbases (1665-1721)  | Carlos Felipe Spínola, iv marqués de los Balbases (1665-1721)                          | Carlos Felipe Spínola, iv marqués de los Balbases (1665-1721)                          |                                                                                        |                                                                                        |                                                                                        |                                                                                        |                                                                    |                                                                    | | | | | | |                                                                    |                                                                    |                                                                    |                                                                    |                                                                    |                                                                    |  |  |  |  |  |  |  |  |  |  |  |  |  |  |  |  |  |  |
| | | | | | | | | | |                                                                                               |                                                                                               | | | | | | |                                                        |                                                        |                                                             |                                                             |                                                             |                                                             |                                                                |                                                                |                                                                |                                                                |                                                                                        |                                                                                        |                                                                                        |                                                                                        |                                                                                        |                                                                                        |                                                                    |                                                                    | | | | | | |                                                                    |                                                                    |                                                                    |                                                                    |                                                                    |                                                                    |  |  |  |  |  |  |  |  |  |  |  |  |  |  |  |  |  |  |
| | | | | | | | | Juan Felipe Spínola, iv príncipe de Molfetta, iv duque de San Pedro de Galatino († 1750)                   | Juan Felipe Spínola, iv príncipe de Molfetta, iv duque de San Pedro de Galatino († 1750)                   | Juan Felipe Spínola, iv príncipe de Molfetta, iv duque de San Pedro de Galatino († 1750)      | Juan Felipe Spínola, iv príncipe de Molfetta, iv duque de San Pedro de Galatino († 1750)      | Juan Felipe Spínola, iv príncipe de Molfetta, iv duque de San Pedro de Galatino († 1750)                         | Juan Felipe Spínola, iv príncipe de Molfetta, iv duque de San Pedro de Galatino († 1750)                         | | | | |                                                        |                                                        |                                                             |                                                             |                                                             |                                                             | Carlos Ambrosio Spínola, v marqués de los Balbases (1696–1757) | Carlos Ambrosio Spínola, v marqués de los Balbases (1696–1757) | Carlos Ambrosio Spínola, v marqués de los Balbases (1696–1757) | Carlos Ambrosio Spínola, v marqués de los Balbases (1696–1757) | Carlos Ambrosio Spínola, v marqués de los Balbases (1696–1757)                         | Carlos Ambrosio Spínola, v marqués de los Balbases (1696–1757)                         |                                                                                        |                                                                                        |                                                                                        |                                                                                        |                                                                    |                                                                    | | | | | | |                                                                    |                                                                    |                                                                    |                                                                    |                                                                    |                                                                    |  |  |  |  |  |  |  |  |  |  |  |  |  |  |  |  |  |  |
| | | | | | | | | Juan Felipe Spínola, iv príncipe de Molfetta, iv duque de San Pedro de Galatino († 1750)                   | Juan Felipe Spínola, iv príncipe de Molfetta, iv duque de San Pedro de Galatino († 1750)                   | Juan Felipe Spínola, iv príncipe de Molfetta, iv duque de San Pedro de Galatino († 1750)      | Juan Felipe Spínola, iv príncipe de Molfetta, iv duque de San Pedro de Galatino († 1750)      | Juan Felipe Spínola, iv príncipe de Molfetta, iv duque de San Pedro de Galatino († 1750)                         | Juan Felipe Spínola, iv príncipe de Molfetta, iv duque de San Pedro de Galatino († 1750)                         | | | | |                                                        |                                                        |                                                             |                                                             |                                                             |                                                             | Carlos Ambrosio Spínola, v marqués de los Balbases (1696–1757) | Carlos Ambrosio Spínola, v marqués de los Balbases (1696–1757) | Carlos Ambrosio Spínola, v marqués de los Balbases (1696–1757) | Carlos Ambrosio Spínola, v marqués de los Balbases (1696–1757) | Carlos Ambrosio Spínola, v marqués de los Balbases (1696–1757)                         | Carlos Ambrosio Spínola, v marqués de los Balbases (1696–1757)                         |                                                                                        |                                                                                        |                                                                                        |                                                                                        |                                                                    |                                                                    | | | | | | |                                                                    |                                                                    |                                                                    |                                                                    |                                                                    |                                                                    |  |  |  |  |  |  |  |  |  |  |  |  |  |  |  |  |  |  |
| | | | | | | | | | |                                                                                               |                                                                                               | | | | | | |                                                        |                                                        |                                                             |                                                             |                                                             |                                                             |                                                                |                                                                |                                                                |                                                                |                                                                                        |                                                                                        |                                                                                        |                                                                                        |                                                                                        |                                                                                        |                                                                    |                                                                    | | | | | | |                                                                    |                                                                    |                                                                    |                                                                    |                                                                    |                                                                    |  |  |  |  |  |  |  |  |  |  |  |  |  |  |  |  |  |  |
| | | | | María Teresa Spínola, marquesa de Cerano († 1794)                                                          | María Teresa Spínola, marquesa de Cerano († 1794)                                                          | María Teresa Spínola, marquesa de Cerano († 1794)                                                          | María Teresa Spínola, marquesa de Cerano († 1794)                                                          | María Teresa Spínola, marquesa de Cerano († 1794)                                                          | María Teresa Spínola, marquesa de Cerano († 1794)                                                          |                                                                                               |                                                                                               | Francisco María Spínola, v príncipe de Molfetta, v duque de San Pedro de Galatino († 1754)                       | Francisco María Spínola, v príncipe de Molfetta, v duque de San Pedro de Galatino († 1754)                       | Francisco María Spínola, v príncipe de Molfetta, v duque de San Pedro de Galatino († 1754)                       | Francisco María Spínola, v príncipe de Molfetta, v duque de San Pedro de Galatino († 1754)                       | Francisco María Spínola, v príncipe de Molfetta, v duque de San Pedro de Galatino († 1754)                       | Francisco María Spínola, v príncipe de Molfetta, v duque de San Pedro de Galatino († 1754)                       |                                                        |                                                        | Carlos Joaquín Spínola, vi marqués de los Balbases († 1798) | Carlos Joaquín Spínola, vi marqués de los Balbases († 1798) | Carlos Joaquín Spínola, vi marqués de los Balbases († 1798) | Carlos Joaquín Spínola, vi marqués de los Balbases († 1798) | Carlos Joaquín Spínola, vi marqués de los Balbases († 1798)    | Carlos Joaquín Spínola, vi marqués de los Balbases († 1798)    |                                                                |                                                                | María Dominga Spínola, marquesa de Alcañices († 1758)                                  | María Dominga Spínola, marquesa de Alcañices († 1758)                                  | María Dominga Spínola, marquesa de Alcañices († 1758)                                  | María Dominga Spínola, marquesa de Alcañices († 1758)                                  | María Dominga Spínola, marquesa de Alcañices († 1758)                                  | María Dominga Spínola, marquesa de Alcañices († 1758)                                  |                                                                    |                                                                    | | | | | | |                                                                    |                                                                    |                                                                    |                                                                    |                                                                    |                                                                    |  |  |  |  |  |  |  |  |  |  |  |  |  |  |  |  |  |  |
| | | | | María Teresa Spínola, marquesa de Cerano († 1794)                                                          | María Teresa Spínola, marquesa de Cerano († 1794)                                                          | María Teresa Spínola, marquesa de Cerano († 1794)                                                          | María Teresa Spínola, marquesa de Cerano († 1794)                                                          | María Teresa Spínola, marquesa de Cerano († 1794)                                                          | María Teresa Spínola, marquesa de Cerano († 1794)                                                          |                                                                                               |                                                                                               | Francisco María Spínola, v príncipe de Molfetta, v duque de San Pedro de Galatino († 1754)                       | Francisco María Spínola, v príncipe de Molfetta, v duque de San Pedro de Galatino († 1754)                       | Francisco María Spínola, v príncipe de Molfetta, v duque de San Pedro de Galatino († 1754)                       | Francisco María Spínola, v príncipe de Molfetta, v duque de San Pedro de Galatino († 1754)                       | Francisco María Spínola, v príncipe de Molfetta, v duque de San Pedro de Galatino († 1754)                       | Francisco María Spínola, v príncipe de Molfetta, v duque de San Pedro de Galatino († 1754)                       |                                                        |                                                        | Carlos Joaquín Spínola, vi marqués de los Balbases († 1798) | Carlos Joaquín Spínola, vi marqués de los Balbases († 1798) | Carlos Joaquín Spínola, vi marqués de los Balbases († 1798) | Carlos Joaquín Spínola, vi marqués de los Balbases († 1798) | Carlos Joaquín Spínola, vi marqués de los Balbases († 1798)    | Carlos Joaquín Spínola, vi marqués de los Balbases († 1798)    |                                                                |                                                                | María Dominga Spínola, marquesa de Alcañices († 1758)                                  | María Dominga Spínola, marquesa de Alcañices († 1758)                                  | María Dominga Spínola, marquesa de Alcañices († 1758)                                  | María Dominga Spínola, marquesa de Alcañices († 1758)                                  | María Dominga Spínola, marquesa de Alcañices († 1758)                                  | María Dominga Spínola, marquesa de Alcañices († 1758)                                  |                                                                    |                                                                    | | | | | | |                                                                    |                                                                    |                                                                    |                                                                    |                                                                    |                                                                    |  |  |  |  |  |  |  |  |  |  |  |  |  |  |  |  |  |  |
| | | | | José Gallarati Scotti, v marqués de Cerano (1750-1786)                                                     | José Gallarati Scotti, v marqués de Cerano (1750-1786)                                                     | José Gallarati Scotti, v marqués de Cerano (1750-1786)                                                     | José Gallarati Scotti, v marqués de Cerano (1750-1786)                                                     | José Gallarati Scotti, v marqués de Cerano (1750-1786)                                                     | José Gallarati Scotti, v marqués de Cerano (1750-1786)                                                     |                                                                                               |                                                                                               | Isabel María Spínola, duquesa de Frías, vi princesa de Molfetta, vi duquesa de San Pedro de Galatino (1737-1801) | Isabel María Spínola, duquesa de Frías, vi princesa de Molfetta, vi duquesa de San Pedro de Galatino (1737-1801) | Isabel María Spínola, duquesa de Frías, vi princesa de Molfetta, vi duquesa de San Pedro de Galatino (1737-1801) | Isabel María Spínola, duquesa de Frías, vi princesa de Molfetta, vi duquesa de San Pedro de Galatino (1737-1801) | Isabel María Spínola, duquesa de Frías, vi princesa de Molfetta, vi duquesa de San Pedro de Galatino (1737-1801) | Isabel María Spínola, duquesa de Frías, vi princesa de Molfetta, vi duquesa de San Pedro de Galatino (1737-1801) |                                                        |                                                        |                                                             |                                                             |                                                             |                                                             |                                                                |                                                                |                                                                |                                                                | Manuel Miguel Osorio, xv marqués de Alcañices, vii marqués de los Balbases (1757-1803) | Manuel Miguel Osorio, xv marqués de Alcañices, vii marqués de los Balbases (1757-1803) | Manuel Miguel Osorio, xv marqués de Alcañices, vii marqués de los Balbases (1757-1803) | Manuel Miguel Osorio, xv marqués de Alcañices, vii marqués de los Balbases (1757-1803) | Manuel Miguel Osorio, xv marqués de Alcañices, vii marqués de los Balbases (1757-1803) | Manuel Miguel Osorio, xv marqués de Alcañices, vii marqués de los Balbases (1757-1803) |                                                                    |                                                                    | | | | | | |                                                                    |                                                                    |                                                                    |                                                                    |                                                                    |                                                                    |  |  |  |  |  |  |  |  |  |  |  |  |  |  |  |  |  |  |
| | | | | José Gallarati Scotti, v marqués de Cerano (1750-1786)                                                     | José Gallarati Scotti, v marqués de Cerano (1750-1786)                                                     | José Gallarati Scotti, v marqués de Cerano (1750-1786)                                                     | José Gallarati Scotti, v marqués de Cerano (1750-1786)                                                     | José Gallarati Scotti, v marqués de Cerano (1750-1786)                                                     | José Gallarati Scotti, v marqués de Cerano (1750-1786)                                                     |                                                                                               |                                                                                               | Isabel María Spínola, duquesa de Frías, vi princesa de Molfetta, vi duquesa de San Pedro de Galatino (1737-1801) | Isabel María Spínola, duquesa de Frías, vi princesa de Molfetta, vi duquesa de San Pedro de Galatino (1737-1801) | Isabel María Spínola, duquesa de Frías, vi princesa de Molfetta, vi duquesa de San Pedro de Galatino (1737-1801) | Isabel María Spínola, duquesa de Frías, vi princesa de Molfetta, vi duquesa de San Pedro de Galatino (1737-1801) | Isabel María Spínola, duquesa de Frías, vi princesa de Molfetta, vi duquesa de San Pedro de Galatino (1737-1801) | Isabel María Spínola, duquesa de Frías, vi princesa de Molfetta, vi duquesa de San Pedro de Galatino (1737-1801) |                                                        |                                                        |                                                             |                                                             |                                                             |                                                             |                                                                |                                                                |                                                                |                                                                | Manuel Miguel Osorio, xv marqués de Alcañices, vii marqués de los Balbases (1757-1803) | Manuel Miguel Osorio, xv marqués de Alcañices, vii marqués de los Balbases (1757-1803) | Manuel Miguel Osorio, xv marqués de Alcañices, vii marqués de los Balbases (1757-1803) | Manuel Miguel Osorio, xv marqués de Alcañices, vii marqués de los Balbases (1757-1803) | Manuel Miguel Osorio, xv marqués de Alcañices, vii marqués de los Balbases (1757-1803) | Manuel Miguel Osorio, xv marqués de Alcañices, vii marqués de los Balbases (1757-1803) |                                                                    |                                                                    | | | | | | |                                                                    |                                                                    |                                                                    |                                                                    |                                                                    |                                                                    |  |  |  |  |  |  |  |  |  |  |  |  |  |  |  |  |  |  |
| | | | | | | | | | |                                                                                               |                                                                                               | | | | | | |                                                        |                                                        |                                                             |                                                             |                                                             |                                                             |                                                                |                                                                |                                                                |                                                                |                                                                                        |                                                                                        |                                                                                        |                                                                                        |                                                                                        |                                                                                        |                                                                    |                                                                    | | | | | | |                                                                    |                                                                    |                                                                    |                                                                    |                                                                    |                                                                    |  |  |  |  |  |  |  |  |  |  |  |  |  |  |  |  |  |  |
| | | | | Carlos Gallarati Scotti, vii príncipe de Molfetta, vii duque de San Pedro de Galatino (1775-1840)          | Carlos Gallarati Scotti, vii príncipe de Molfetta, vii duque de San Pedro de Galatino (1775-1840)          | Carlos Gallarati Scotti, vii príncipe de Molfetta, vii duque de San Pedro de Galatino (1775-1840)          | Carlos Gallarati Scotti, vii príncipe de Molfetta, vii duque de San Pedro de Galatino (1775-1840)          | Carlos Gallarati Scotti, vii príncipe de Molfetta, vii duque de San Pedro de Galatino (1775-1840)          | Carlos Gallarati Scotti, vii príncipe de Molfetta, vii duque de San Pedro de Galatino (1775-1840)          |                                                                                               |                                                                                               | | | | | | |                                                        |                                                        |                                                             |                                                             |                                                             |                                                             |                                                                |                                                                |                                                                |                                                                | María de las Mercedes Osorio, condesa de Benalúa (1790-1836)                           | María de las Mercedes Osorio, condesa de Benalúa (1790-1836)                           | María de las Mercedes Osorio, condesa de Benalúa (1790-1836)                           | María de las Mercedes Osorio, condesa de Benalúa (1790-1836)                           | María de las Mercedes Osorio, condesa de Benalúa (1790-1836)                           | María de las Mercedes Osorio, condesa de Benalúa (1790-1836)                           |                                                                    |                                                                    | Nicolás Osorio, xv duque de Alburquerque, xvi marqués de Alcañices (1793-1866) Con sucesión en la casa de Alburquerque. | Nicolás Osorio, xv duque de Alburquerque, xvi marqués de Alcañices (1793-1866) Con sucesión en la casa de Alburquerque. | Nicolás Osorio, xv duque de Alburquerque, xvi marqués de Alcañices (1793-1866) Con sucesión en la casa de Alburquerque. | Nicolás Osorio, xv duque de Alburquerque, xvi marqués de Alcañices (1793-1866) Con sucesión en la casa de Alburquerque. | Nicolás Osorio, xv duque de Alburquerque, xvi marqués de Alcañices (1793-1866) Con sucesión en la casa de Alburquerque. | Nicolás Osorio, xv duque de Alburquerque, xvi marqués de Alcañices (1793-1866) Con sucesión en la casa de Alburquerque. |                                                                    |                                                                    |                                                                    |                                                                    |                                                                    |                                                                    |  |  |  |  |  |  |  |  |  |  |  |  |  |  |  |  |  |  |
| | | | | Carlos Gallarati Scotti, vii príncipe de Molfetta, vii duque de San Pedro de Galatino (1775-1840)          | Carlos Gallarati Scotti, vii príncipe de Molfetta, vii duque de San Pedro de Galatino (1775-1840)          | Carlos Gallarati Scotti, vii príncipe de Molfetta, vii duque de San Pedro de Galatino (1775-1840)          | Carlos Gallarati Scotti, vii príncipe de Molfetta, vii duque de San Pedro de Galatino (1775-1840)          | Carlos Gallarati Scotti, vii príncipe de Molfetta, vii duque de San Pedro de Galatino (1775-1840)          | Carlos Gallarati Scotti, vii príncipe de Molfetta, vii duque de San Pedro de Galatino (1775-1840)          |                                                                                               |                                                                                               | | | | | | |                                                        |                                                        |                                                             |                                                             |                                                             |                                                             |                                                                |                                                                |                                                                |                                                                | María de las Mercedes Osorio, condesa de Benalúa (1790-1836)                           | María de las Mercedes Osorio, condesa de Benalúa (1790-1836)                           | María de las Mercedes Osorio, condesa de Benalúa (1790-1836)                           | María de las Mercedes Osorio, condesa de Benalúa (1790-1836)                           | María de las Mercedes Osorio, condesa de Benalúa (1790-1836)                           | María de las Mercedes Osorio, condesa de Benalúa (1790-1836)                           |                                                                    |                                                                    | Nicolás Osorio, xv duque de Alburquerque, xvi marqués de Alcañices (1793-1866) Con sucesión en la casa de Alburquerque. | Nicolás Osorio, xv duque de Alburquerque, xvi marqués de Alcañices (1793-1866) Con sucesión en la casa de Alburquerque. | Nicolás Osorio, xv duque de Alburquerque, xvi marqués de Alcañices (1793-1866) Con sucesión en la casa de Alburquerque. | Nicolás Osorio, xv duque de Alburquerque, xvi marqués de Alcañices (1793-1866) Con sucesión en la casa de Alburquerque. | Nicolás Osorio, xv duque de Alburquerque, xvi marqués de Alcañices (1793-1866) Con sucesión en la casa de Alburquerque. | Nicolás Osorio, xv duque de Alburquerque, xvi marqués de Alcañices (1793-1866) Con sucesión en la casa de Alburquerque. |                                                                    |                                                                    |                                                                    |                                                                    |                                                                    |                                                                    |  |  |  |  |  |  |  |  |  |  |  |  |  |  |  |  |  |  |
| | | | | Tomás Anselmo Gallarati Scotti, viii príncipe de Molfetta, viii duque de San Pedro de Galatino (1819-1905) | Tomás Anselmo Gallarati Scotti, viii príncipe de Molfetta, viii duque de San Pedro de Galatino (1819-1905) | Tomás Anselmo Gallarati Scotti, viii príncipe de Molfetta, viii duque de San Pedro de Galatino (1819-1905) | Tomás Anselmo Gallarati Scotti, viii príncipe de Molfetta, viii duque de San Pedro de Galatino (1819-1905) | Tomás Anselmo Gallarati Scotti, viii príncipe de Molfetta, viii duque de San Pedro de Galatino (1819-1905) | Tomás Anselmo Gallarati Scotti, viii príncipe de Molfetta, viii duque de San Pedro de Galatino (1819-1905) |                                                                                               |                                                                                               | | | | | | |                                                        |                                                        |                                                             |                                                             |                                                             |                                                             |                                                                |                                                                |                                                                |                                                                | Francisco Quesada-Cañaveral, v conde de Benalúa (1829-1867)                            | Francisco Quesada-Cañaveral, v conde de Benalúa (1829-1867)                            | Francisco Quesada-Cañaveral, v conde de Benalúa (1829-1867)                            | Francisco Quesada-Cañaveral, v conde de Benalúa (1829-1867)                            | Francisco Quesada-Cañaveral, v conde de Benalúa (1829-1867)                            | Francisco Quesada-Cañaveral, v conde de Benalúa (1829-1867)                            |                                                                    |                                                                    | | | | | | |                                                                    |                                                                    |                                                                    |                                                                    |                                                                    |                                                                    |  |  |  |  |  |  |  |  |  |  |  |  |  |  |  |  |  |  |
| | | | | Tomás Anselmo Gallarati Scotti, viii príncipe de Molfetta, viii duque de San Pedro de Galatino (1819-1905) | Tomás Anselmo Gallarati Scotti, viii príncipe de Molfetta, viii duque de San Pedro de Galatino (1819-1905) | Tomás Anselmo Gallarati Scotti, viii príncipe de Molfetta, viii duque de San Pedro de Galatino (1819-1905) | Tomás Anselmo Gallarati Scotti, viii príncipe de Molfetta, viii duque de San Pedro de Galatino (1819-1905) | Tomás Anselmo Gallarati Scotti, viii príncipe de Molfetta, viii duque de San Pedro de Galatino (1819-1905) | Tomás Anselmo Gallarati Scotti, viii príncipe de Molfetta, viii duque de San Pedro de Galatino (1819-1905) |                                                                                               |                                                                                               | | | | | | |                                                        |                                                        |                                                             |                                                             |                                                             |                                                             |                                                                |                                                                |                                                                |                                                                | Francisco Quesada-Cañaveral, v conde de Benalúa (1829-1867)                            | Francisco Quesada-Cañaveral, v conde de Benalúa (1829-1867)                            | Francisco Quesada-Cañaveral, v conde de Benalúa (1829-1867)                            | Francisco Quesada-Cañaveral, v conde de Benalúa (1829-1867)                            | Francisco Quesada-Cañaveral, v conde de Benalúa (1829-1867)                            | Francisco Quesada-Cañaveral, v conde de Benalúa (1829-1867)                            |                                                                    |                                                                    | | | | | | |                                                                    |                                                                    |                                                                    |                                                                    |                                                                    |                                                                    |  |  |  |  |  |  |  |  |  |  |  |  |  |  |  |  |  |  |
| | | | | | | | | | |                                                                                               |                                                                                               | | | | | | |                                                        |                                                        |                                                             |                                                             |                                                             |                                                             |                                                                |                                                                |                                                                |                                                                |                                                                                        |                                                                                        |                                                                                        |                                                                                        |                                                                                        |                                                                                        |                                                                    |                                                                    | | | | | | |                                                                    |                                                                    |                                                                    |                                                                    |                                                                    |                                                                    |  |  |  |  |  |  |  |  |  |  |  |  |  |  |  |  |  |  |
| | | | | Juan Carlos Gallarati Scotti, ix príncipe de Molfetta, ix duque de San Pedro de Galatino (1854-1927)       | Juan Carlos Gallarati Scotti, ix príncipe de Molfetta, ix duque de San Pedro de Galatino (1854-1927)       | Juan Carlos Gallarati Scotti, ix príncipe de Molfetta, ix duque de San Pedro de Galatino (1854-1927)       | Juan Carlos Gallarati Scotti, ix príncipe de Molfetta, ix duque de San Pedro de Galatino (1854-1927)       | Juan Carlos Gallarati Scotti, ix príncipe de Molfetta, ix duque de San Pedro de Galatino (1854-1927)       | Juan Carlos Gallarati Scotti, ix príncipe de Molfetta, ix duque de San Pedro de Galatino (1854-1927)       |                                                                                               |                                                                                               | | | | | | |                                                        |                                                        |                                                             |                                                             |                                                             |                                                             |                                                                |                                                                |                                                                |                                                                | Julio Quesada-Cañaveral, viii duque de San Pedro de Galatino (1857-1936)               | Julio Quesada-Cañaveral, viii duque de San Pedro de Galatino (1857-1936)               | Julio Quesada-Cañaveral, viii duque de San Pedro de Galatino (1857-1936)               | Julio Quesada-Cañaveral, viii duque de San Pedro de Galatino (1857-1936)               | Julio Quesada-Cañaveral, viii duque de San Pedro de Galatino (1857-1936)               | Julio Quesada-Cañaveral, viii duque de San Pedro de Galatino (1857-1936)               |                                                                    |                                                                    | María de las Angustias Quesada-Cañaveral y Piedrola (1863-1929)                                                         | María de las Angustias Quesada-Cañaveral y Piedrola (1863-1929)                                                         | María de las Angustias Quesada-Cañaveral y Piedrola (1863-1929)                                                         | María de las Angustias Quesada-Cañaveral y Piedrola (1863-1929)                                                         | María de las Angustias Quesada-Cañaveral y Piedrola (1863-1929)                                                         | María de las Angustias Quesada-Cañaveral y Piedrola (1863-1929)                                                         |                                                                    |                                                                    |                                                                    |                                                                    |                                                                    |                                                                    |  |  |  |  |  |  |  |  |  |  |  |  |  |  |  |  |  |  |
| | | | | Juan Carlos Gallarati Scotti, ix príncipe de Molfetta, ix duque de San Pedro de Galatino (1854-1927)       | Juan Carlos Gallarati Scotti, ix príncipe de Molfetta, ix duque de San Pedro de Galatino (1854-1927)       | Juan Carlos Gallarati Scotti, ix príncipe de Molfetta, ix duque de San Pedro de Galatino (1854-1927)       | Juan Carlos Gallarati Scotti, ix príncipe de Molfetta, ix duque de San Pedro de Galatino (1854-1927)       | Juan Carlos Gallarati Scotti, ix príncipe de Molfetta, ix duque de San Pedro de Galatino (1854-1927)       | Juan Carlos Gallarati Scotti, ix príncipe de Molfetta, ix duque de San Pedro de Galatino (1854-1927)       |                                                                                               |                                                                                               | | | | | | |                                                        |                                                        |                                                             |                                                             |                                                             |                                                             |                                                                |                                                                |                                                                |                                                                | Julio Quesada-Cañaveral, viii duque de San Pedro de Galatino (1857-1936)               | Julio Quesada-Cañaveral, viii duque de San Pedro de Galatino (1857-1936)               | Julio Quesada-Cañaveral, viii duque de San Pedro de Galatino (1857-1936)               | Julio Quesada-Cañaveral, viii duque de San Pedro de Galatino (1857-1936)               | Julio Quesada-Cañaveral, viii duque de San Pedro de Galatino (1857-1936)               | Julio Quesada-Cañaveral, viii duque de San Pedro de Galatino (1857-1936)               |                                                                    |                                                                    | María de las Angustias Quesada-Cañaveral y Piedrola (1863-1929)                                                         | María de las Angustias Quesada-Cañaveral y Piedrola (1863-1929)                                                         | María de las Angustias Quesada-Cañaveral y Piedrola (1863-1929)                                                         | María de las Angustias Quesada-Cañaveral y Piedrola (1863-1929)                                                         | María de las Angustias Quesada-Cañaveral y Piedrola (1863-1929)                                                         | María de las Angustias Quesada-Cañaveral y Piedrola (1863-1929)                                                         |                                                                    |                                                                    |                                                                    |                                                                    |                                                                    |                                                                    |  |  |  |  |  |  |  |  |  |  |  |  |  |  |  |  |  |  |
| | | | | | | | | | |                                                                                               |                                                                                               | | | | | | |                                                        |                                                        |                                                             |                                                             |                                                             |                                                             |                                                                |                                                                |                                                                |                                                                |                                                                                        |                                                                                        |                                                                                        |                                                                                        |                                                                                        |                                                                                        |                                                                    |                                                                    | | | | | | |                                                                    |                                                                    |                                                                    |                                                                    |                                                                    |                                                                    |  |  |  |  |  |  |  |  |  |  |  |  |  |  |  |  |  |  |
| | | | | Fulco Tomás Gallarati Scotti, x príncipe de Molfetta, ix duque de San Pedro de Galatino (1878-1966)        | Fulco Tomás Gallarati Scotti, x príncipe de Molfetta, ix duque de San Pedro de Galatino (1878-1966)        | Fulco Tomás Gallarati Scotti, x príncipe de Molfetta, ix duque de San Pedro de Galatino (1878-1966)        | Fulco Tomás Gallarati Scotti, x príncipe de Molfetta, ix duque de San Pedro de Galatino (1878-1966)        | Fulco Tomás Gallarati Scotti, x príncipe de Molfetta, ix duque de San Pedro de Galatino (1878-1966)        | Fulco Tomás Gallarati Scotti, x príncipe de Molfetta, ix duque de San Pedro de Galatino (1878-1966)        |                                                                                               |                                                                                               | | | | | | |                                                        |                                                        |                                                             |                                                             |                                                             |                                                             |                                                                |                                                                |                                                                |                                                                |                                                                                        |                                                                                        |                                                                                        |                                                                                        |                                                                                        |                                                                                        | Rodrigo de Medinilla, x duque de San Pedro de Galatino (1891-1969) | Rodrigo de Medinilla, x duque de San Pedro de Galatino (1891-1969) | Rodrigo de Medinilla, x duque de San Pedro de Galatino (1891-1969)                                                      | Rodrigo de Medinilla, x duque de San Pedro de Galatino (1891-1969)                                                      | Rodrigo de Medinilla, x duque de San Pedro de Galatino (1891-1969)                                                      | Rodrigo de Medinilla, x duque de San Pedro de Galatino (1891-1969)                                                      | | | Gonzalo de Medinilla, x duque de San Pedro de Galatino († c. 1982) | Gonzalo de Medinilla, x duque de San Pedro de Galatino († c. 1982) | Gonzalo de Medinilla, x duque de San Pedro de Galatino († c. 1982) | Gonzalo de Medinilla, x duque de San Pedro de Galatino († c. 1982) | Gonzalo de Medinilla, x duque de San Pedro de Galatino († c. 1982) | Gonzalo de Medinilla, x duque de San Pedro de Galatino († c. 1982) |  |  |  |  |  |  |  |  |  |  |  |  |  |  |  |  |  |  |
| | | | | Fulco Tomás Gallarati Scotti, x príncipe de Molfetta, ix duque de San Pedro de Galatino (1878-1966)        | Fulco Tomás Gallarati Scotti, x príncipe de Molfetta, ix duque de San Pedro de Galatino (1878-1966)        | Fulco Tomás Gallarati Scotti, x príncipe de Molfetta, ix duque de San Pedro de Galatino (1878-1966)        | Fulco Tomás Gallarati Scotti, x príncipe de Molfetta, ix duque de San Pedro de Galatino (1878-1966)        | Fulco Tomás Gallarati Scotti, x príncipe de Molfetta, ix duque de San Pedro de Galatino (1878-1966)        | Fulco Tomás Gallarati Scotti, x príncipe de Molfetta, ix duque de San Pedro de Galatino (1878-1966)        |                                                                                               |                                                                                               | | | | | | |                                                        |                                                        |                                                             |                                                             |                                                             |                                                             |                                                                |                                                                |                                                                |                                                                |                                                                                        |                                                                                        |                                                                                        |                                                                                        |                                                                                        |                                                                                        | Rodrigo de Medinilla, x duque de San Pedro de Galatino (1891-1969) | Rodrigo de Medinilla, x duque de San Pedro de Galatino (1891-1969) | Rodrigo de Medinilla, x duque de San Pedro de Galatino (1891-1969)                                                      | Rodrigo de Medinilla, x duque de San Pedro de Galatino (1891-1969)                                                      | Rodrigo de Medinilla, x duque de San Pedro de Galatino (1891-1969)                                                      | Rodrigo de Medinilla, x duque de San Pedro de Galatino (1891-1969)                                                      | | | Gonzalo de Medinilla, x duque de San Pedro de Galatino († c. 1982) | Gonzalo de Medinilla, x duque de San Pedro de Galatino († c. 1982) | Gonzalo de Medinilla, x duque de San Pedro de Galatino († c. 1982) | Gonzalo de Medinilla, x duque de San Pedro de Galatino († c. 1982) | Gonzalo de Medinilla, x duque de San Pedro de Galatino († c. 1982) | Gonzalo de Medinilla, x duque de San Pedro de Galatino († c. 1982) |  |  |  |  |  |  |  |  |  |  |  |  |  |  |  |  |  |  |
| | | | | | | | | | |                                                                                               |                                                                                               | | | | | | |                                                        |                                                        |                                                             |                                                             |                                                             |                                                             |                                                                |                                                                |                                                                |                                                                |                                                                                        |                                                                                        |                                                                                        |                                                                                        |                                                                                        |                                                                                        |                                                                    |                                                                    | | | | | | |                                                                    |                                                                    |                                                                    |                                                                    |                                                                    |                                                                    |  |  |  |  |  |  |  |  |  |  |  |  |  |  |  |  |  |  |
| Juan Carlos Gallarati Scotti, xi príncipe de Molfetta, xi duque de San Pedro de Galatino (1920-2006) | Juan Carlos Gallarati Scotti, xi príncipe de Molfetta, xi duque de San Pedro de Galatino (1920-2006) | Juan Carlos Gallarati Scotti, xi príncipe de Molfetta, xi duque de San Pedro de Galatino (1920-2006) | Juan Carlos Gallarati Scotti, xi príncipe de Molfetta, xi duque de San Pedro de Galatino (1920-2006) | Juan Carlos Gallarati Scotti, xi príncipe de Molfetta, xi duque de San Pedro de Galatino (1920-2006)       | Juan Carlos Gallarati Scotti, xi príncipe de Molfetta, xi duque de San Pedro de Galatino (1920-2006)       | | | Luis Gallarati Scotti, xii príncipe de Molfetta, xii duque de San Pedro de Galatino (n. 1923)              | Luis Gallarati Scotti, xii príncipe de Molfetta, xii duque de San Pedro de Galatino (n. 1923)              | Luis Gallarati Scotti, xii príncipe de Molfetta, xii duque de San Pedro de Galatino (n. 1923) | Luis Gallarati Scotti, xii príncipe de Molfetta, xii duque de San Pedro de Galatino (n. 1923) | Luis Gallarati Scotti, xii príncipe de Molfetta, xii duque de San Pedro de Galatino (n. 1923)                    | Luis Gallarati Scotti, xii príncipe de Molfetta, xii duque de San Pedro de Galatino (n. 1923)                    | | | | |                                                        |                                                        |                                                             |                                                             |                                                             |                                                             |                                                                |                                                                |                                                                |                                                                |                                                                                        |                                                                                        |                                                                                        |                                                                                        |                                                                                        |                                                                                        |                                                                    |                                                                    | | | | | | | Teresa de Medinilla, xi duquesa de San Pedro de Galatino           | Teresa de Medinilla, xi duquesa de San Pedro de Galatino           | Teresa de Medinilla, xi duquesa de San Pedro de Galatino           | Teresa de Medinilla, xi duquesa de San Pedro de Galatino           | Teresa de Medinilla, xi duquesa de San Pedro de Galatino           | Teresa de Medinilla, xi duquesa de San Pedro de Galatino           |  |  |  |  |  |  |  |  |  |  |  |  |  |  |  |  |  |  |
| Juan Carlos Gallarati Scotti, xi príncipe de Molfetta, xi duque de San Pedro de Galatino (1920-2006) | Juan Carlos Gallarati Scotti, xi príncipe de Molfetta, xi duque de San Pedro de Galatino (1920-2006) | Juan Carlos Gallarati Scotti, xi príncipe de Molfetta, xi duque de San Pedro de Galatino (1920-2006) | Juan Carlos Gallarati Scotti, xi príncipe de Molfetta, xi duque de San Pedro de Galatino (1920-2006) | Juan Carlos Gallarati Scotti, xi príncipe de Molfetta, xi duque de San Pedro de Galatino (1920-2006)       | Juan Carlos Gallarati Scotti, xi príncipe de Molfetta, xi duque de San Pedro de Galatino (1920-2006)       | | | Luis Gallarati Scotti, xii príncipe de Molfetta, xii duque de San Pedro de Galatino (n. 1923)              | Luis Gallarati Scotti, xii príncipe de Molfetta, xii duque de San Pedro de Galatino (n. 1923)              | Luis Gallarati Scotti, xii príncipe de Molfetta, xii duque de San Pedro de Galatino (n. 1923) | Luis Gallarati Scotti, xii príncipe de Molfetta, xii duque de San Pedro de Galatino (n. 1923) | Luis Gallarati Scotti, xii príncipe de Molfetta, xii duque de San Pedro de Galatino (n. 1923)                    | Luis Gallarati Scotti, xii príncipe de Molfetta, xii duque de San Pedro de Galatino (n. 1923)                    | | | | |                                                        |                                                        |                                                             |                                                             |                                                             |                                                             |                                                                |                                                                |                                                                |                                                                |                                                                                        |                                                                                        |                                                                                        |                                                                                        |                                                                                        |                                                                                        |                                                                    |                                                                    | | | | | | | Teresa de Medinilla, xi duquesa de San Pedro de Galatino           | Teresa de Medinilla, xi duquesa de San Pedro de Galatino           | Teresa de Medinilla, xi duquesa de San Pedro de Galatino           | Teresa de Medinilla, xi duquesa de San Pedro de Galatino           | Teresa de Medinilla, xi duquesa de San Pedro de Galatino           | Teresa de Medinilla, xi duquesa de San Pedro de Galatino           |  |  |  |  |  |  |  |  |  |  |  |  |  |  |  |  |  |  |
| | | | | | | | | Fulco Gallarati Scotti (n. 1967)                                                                           | |                                                                                               |                                                                                               | | | | | | |                                                        |                                                        |                                                             |                                                             |                                                             |                                                             |                                                                |                                                                |                                                                |                                                                |                                                                                        |                                                                                        |                                                                                        |                                                                                        |                                                                                        |                                                                                        |                                                                    |                                                                    | | | | | | |                                                                    |                                                                    |                                                                    |                                                                    |                                                                    |                                                                    |  |  |  |  |  |  |  |  |  |  |  |  |  |  |  |  |  |  |